# 泰林無線電行

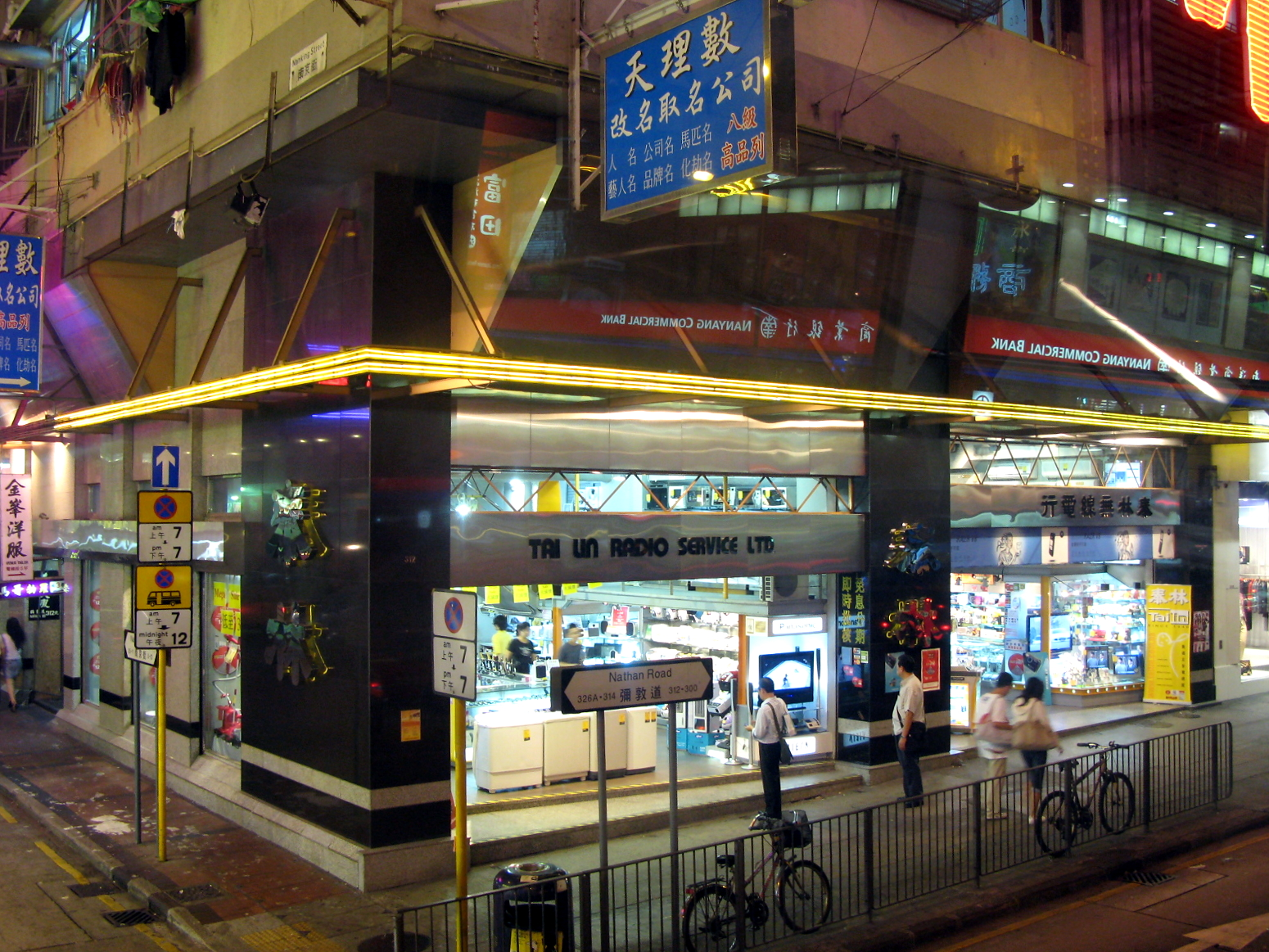
佐敦彌敦道總店

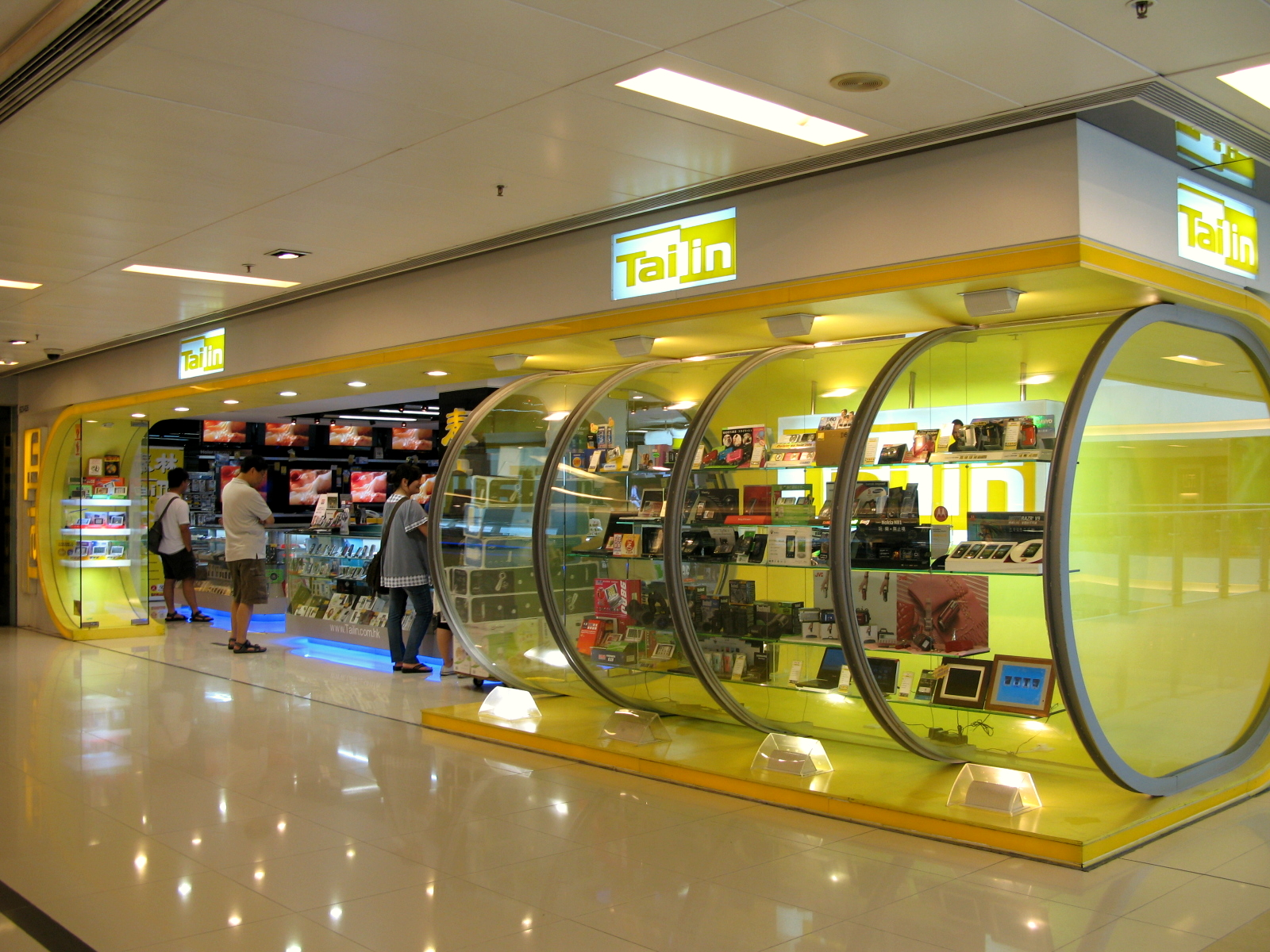
沙田新城市廣場分店

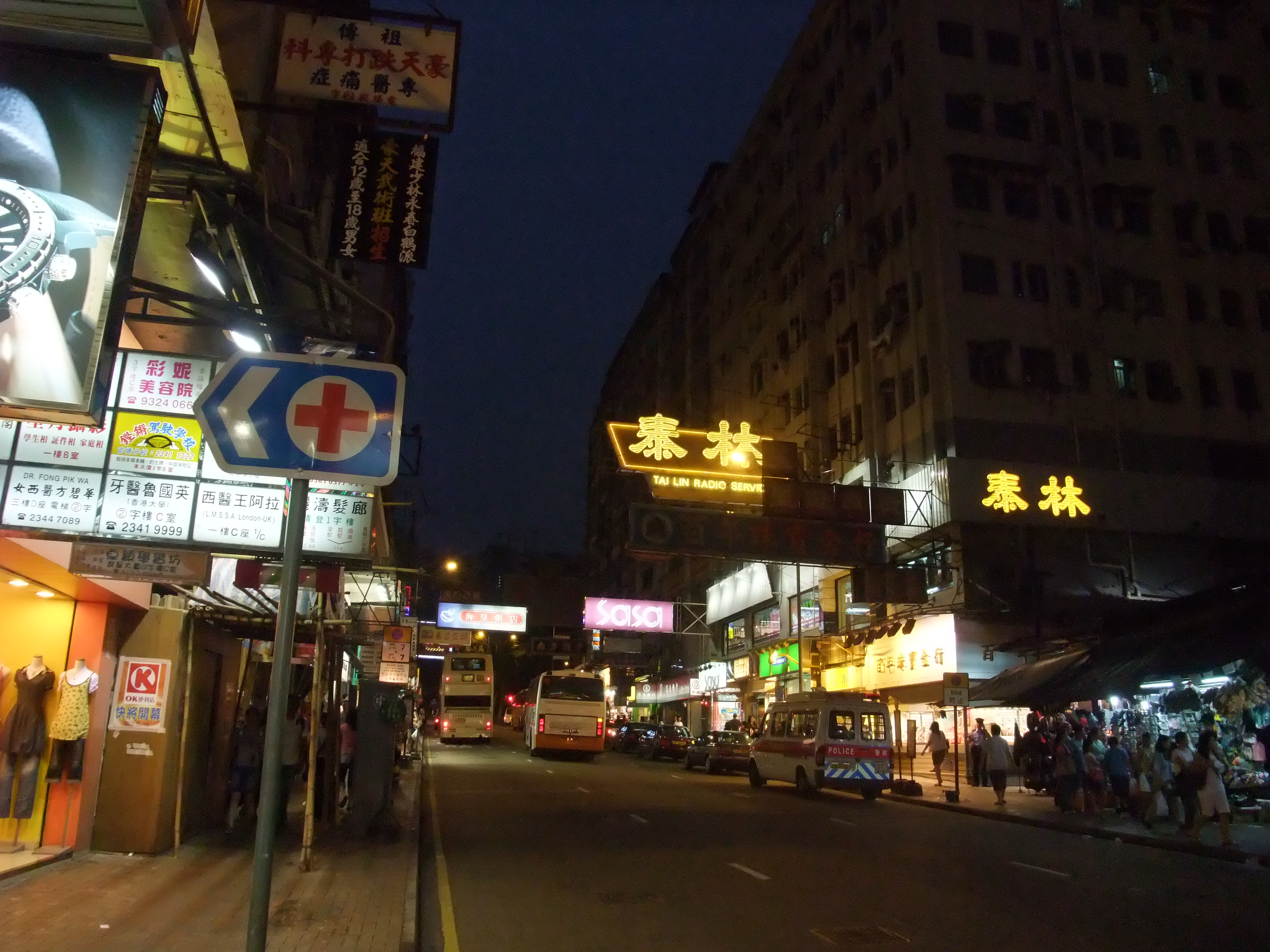
觀塘物華街分店

泰林無線電行有限公司，俗稱泰林電器，是香港最早期的連鎖電器店之一，由集團前主席林作禮的父親林球於1946年創立，由於經營不善，不敵同行競爭，於2008年10月17日全線清盤結業。

## 歷史
泰林無線電行首間店舖位於油麻地彌敦道309號，初期以修理及買賣收音機為主要業務，以「薄利多銷，服務至上」為宗旨，很快便建立了維修、代理及零售業務。其後業務增加了錄音機、唱機和擴音機等。於1957年首先將身歷聲音響器材介紹到香港。
1960年代，香港人口增加，商品方面不再限於銷售音響器材，擴展至電視機，大小家庭電器，如雪柜、洗衣機、冷氣機和相機等，並逐步發展為連鎖式經營。到了1976年，泰林於註冊為「泰林無線電行有限公司」及英文名稱 。1977年，泰林首創香港購買電器而在國內提取之服務。
到了1980年代至1990年代，為泰林的黃金時代。於1989年起，公司花費500萬元裝修總行。除了旺角及土瓜灣3間分店外，後來積極擴充市場，先後在觀塘、沙田及銅鑼灣等地區開分店。至1997年高峰期時，泰林共有13間分店。
2006年，泰林為慶祝60週年，將旗下銅鑼灣時代廣場分店翻新，以黃、橙、綠為主調，又裝設色彩繽紛燈箱，革新品牌形象，為年輕化響頭炮，又於中環國際金融中心商場連開兩間分店，並增添副品牌 Cube。該公司曾找來女歌手關心妍、男藝員吳卓羲「廣告口號：泰林 My favourite」、胡杏兒、黃宗澤任代言人。

## 結業
有62年歷史的泰林無線電行在美國次級房屋信貸危機所引發的「金融海嘯」下，於2008年10月17日全線結業，260名員工受影響。泰林在各區的13間分店下午開始拉下大閘關門，門外貼了進行盤點的告示，安永會計師事務所的廖耀強及陳惠卿獲委任為臨時清盤人。泰林各間分店張貼清盤告示，部分分店有執達吏到場盤點。
泰林的臨時清盤人安排於2008年11月15日及11月16日上午9時至下午1時及下午2時至9時，在泰林的佐敦及觀塘兩間分店，以半價出售泰林餘下的存貨，引來不少香港市民輪候購買。兩日開倉清貨共套現470萬元，所得現金將先支付員工薪金。
2009年3月2日，泰林無線電行被香港高等法院正式宣布清盤。

## 後續
泰林全線結業後，位於彌敦道310及312號美明大廈的旗艦店被指一直丟空，至2018年泰林第二代掌舵人及物業業主林作禮被差餉物業估價署入稟高等法院追討欠款及差餉逾200萬港元。

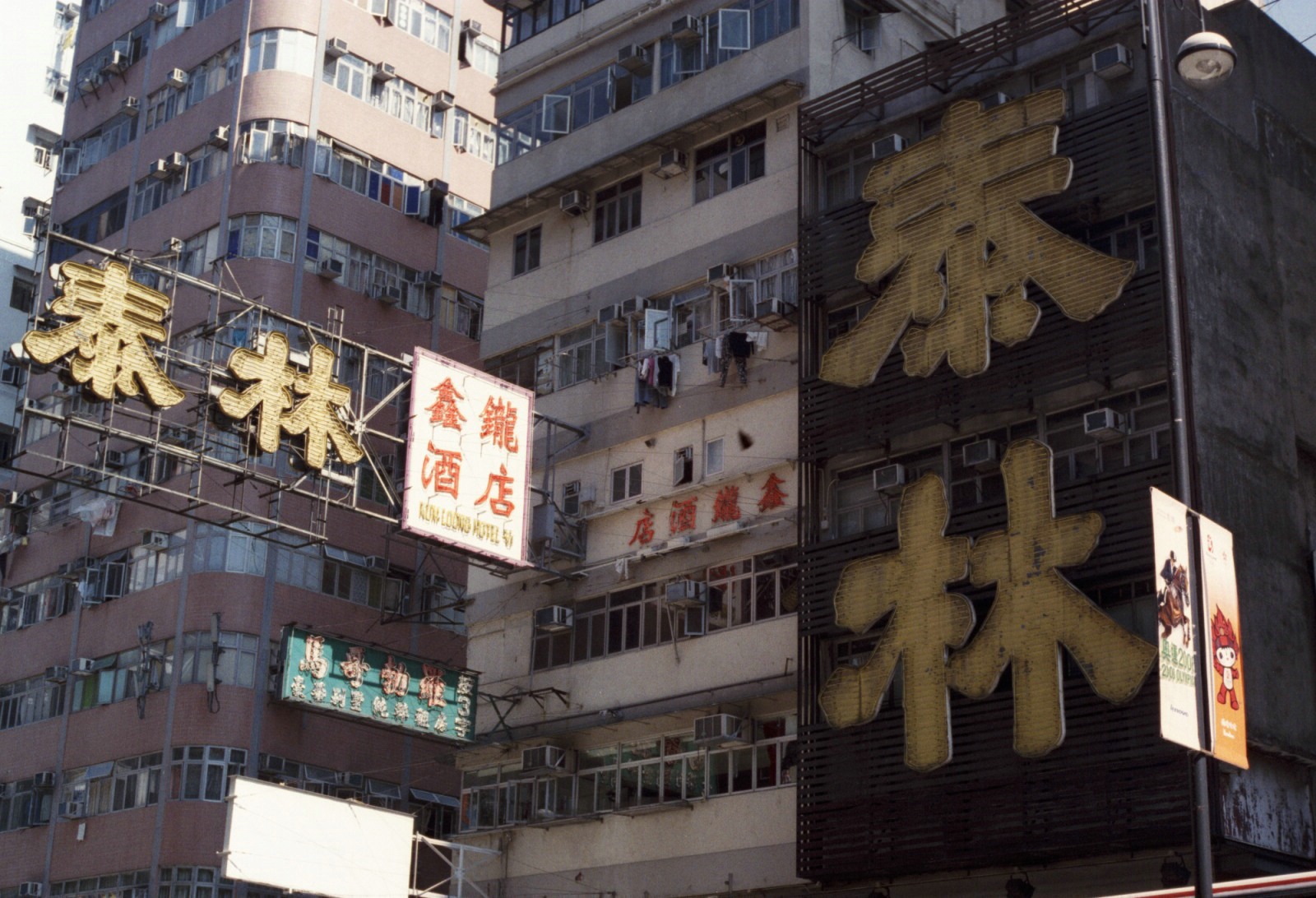
佐敦總店外牆的巨形霓虹燈招牌
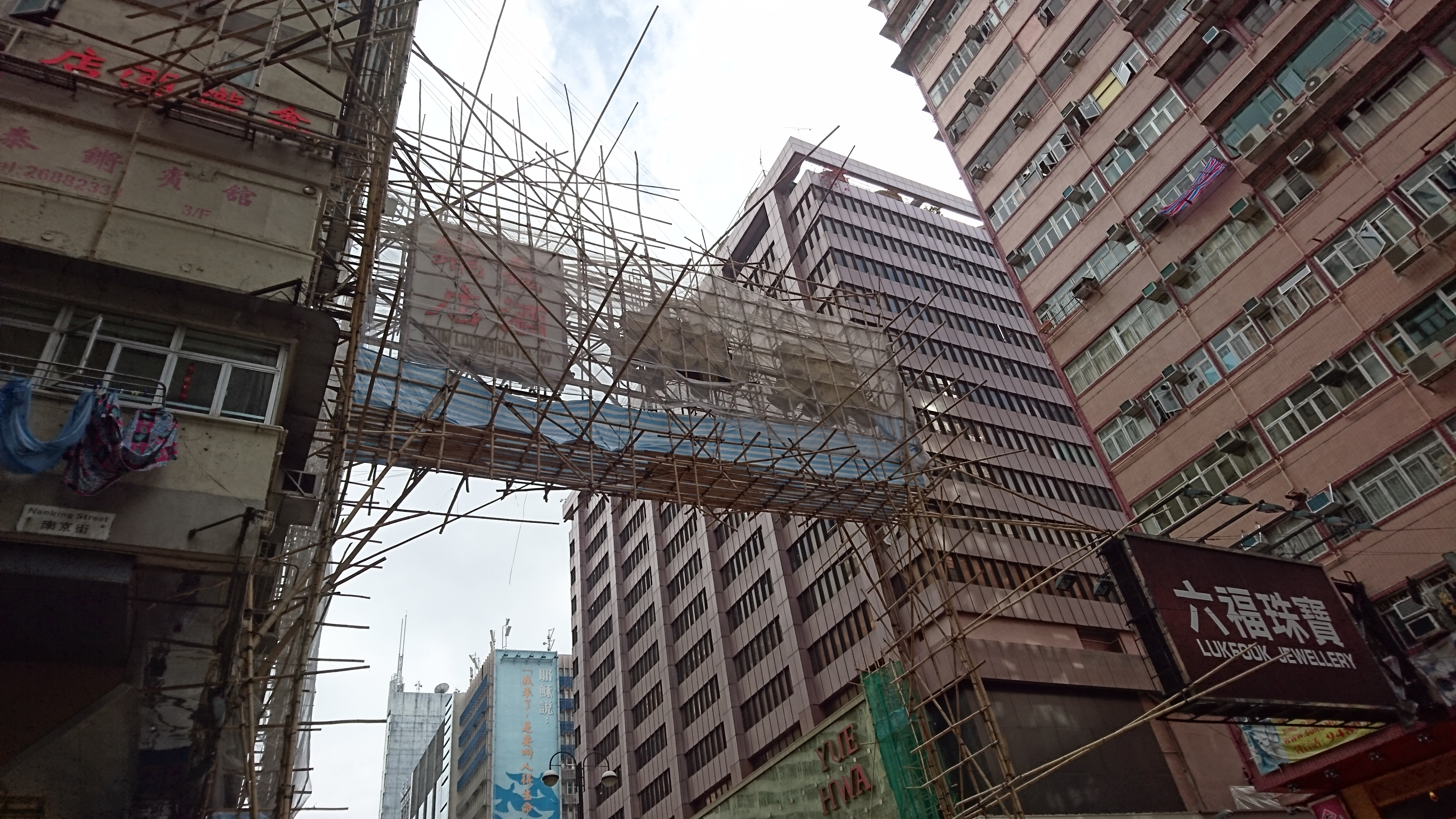
泰林已結業6年，但招牌仍未拆除（2015年）
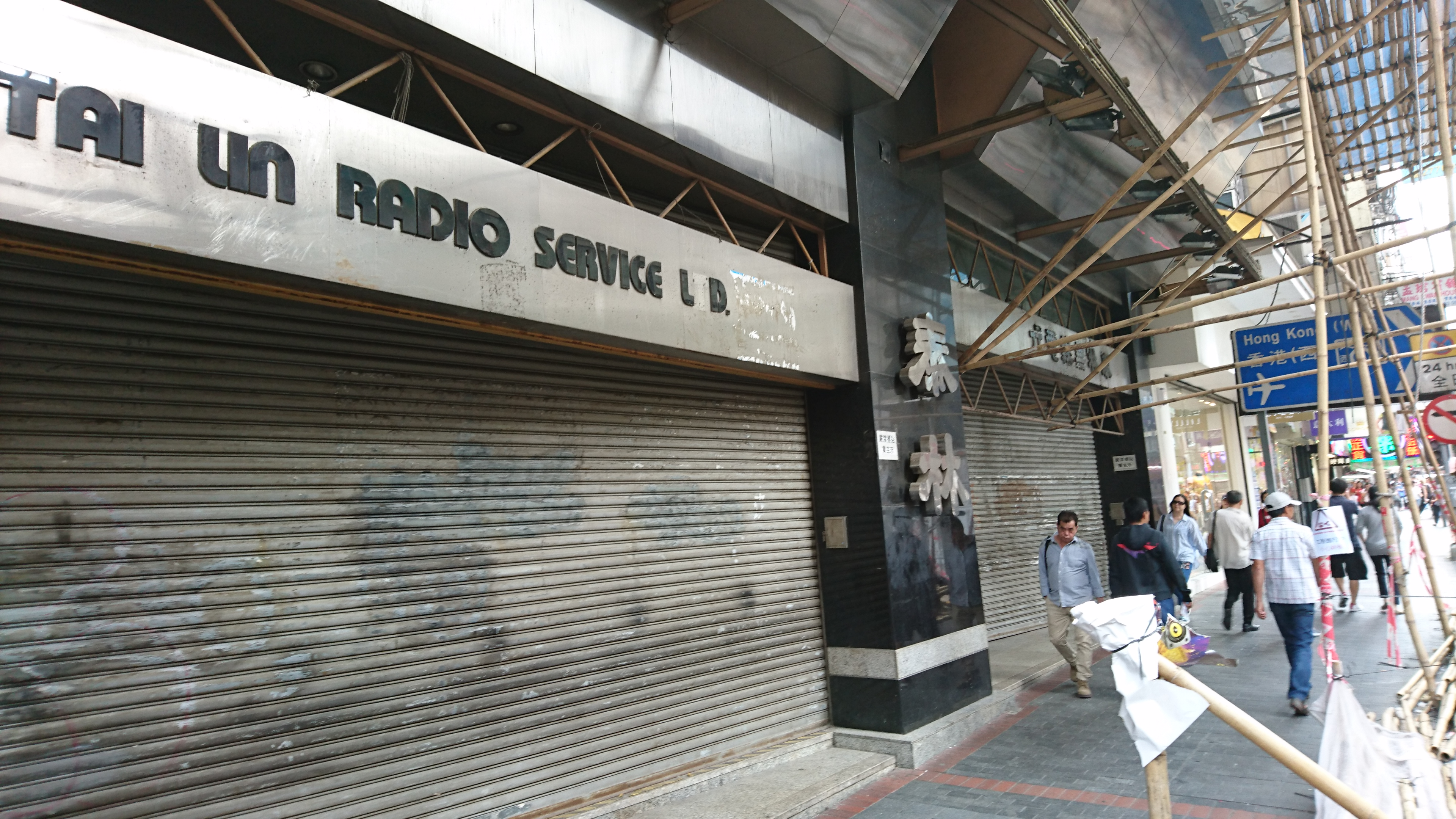
佐敦總店舖位一直未有租出（2015年）
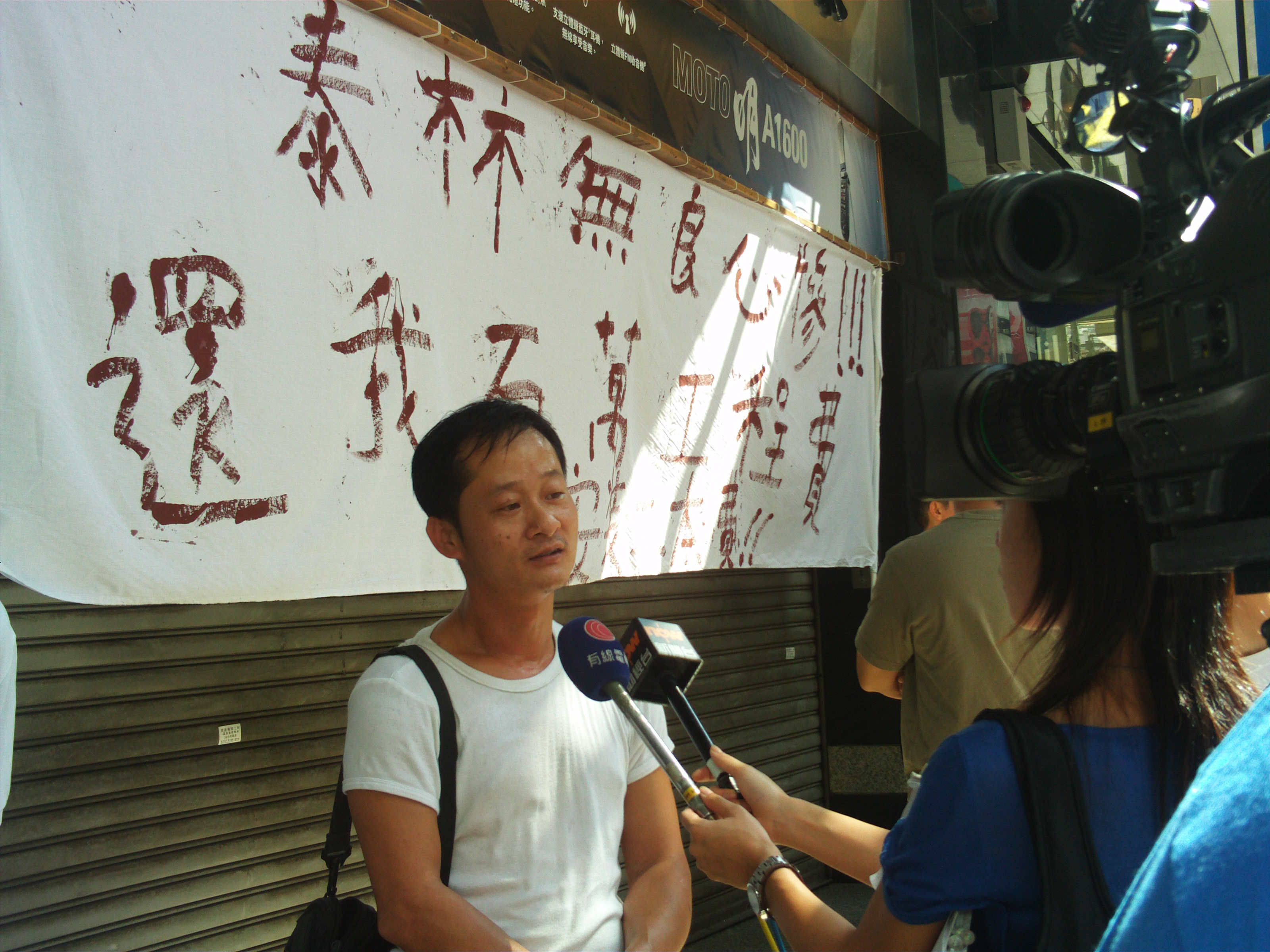
一批泰林的外判商及安裝工人不滿泰林拖欠工程費，於佐敦泰林總店門外抗議

## 分店
泰林無線電行在結業前共有18間分店：

### 香港島（6間）
- 銅鑼灣時代廣場（2間）
- 中環國際金融中心（2間）
- 北角港運城
- 鰂魚涌太古城中心

### 九龍（6間）
- 尖沙咀海港城海洋中心
- 九龍灣德福廣場
- 旺角星際城市
- 土瓜灣土瓜灣道定安大廈
- 佐敦彌敦道（總店）
- 觀塘物華街

### 新界（6間）
- 沙田新城市廣場
- 將軍澳君薈坊（2間）
- 荃灣大河道周氏大廈
- 屯門屯門市廣場
- 元朗青山公路

## 外部連結
- 泰林無線電行(archive)
- 泰林電器清盤全線結業（有線新聞）[永久]
- 泰林「遇溺」全綫結業（星島日報） （页面存档备份，存于）